# Les Hogues
Les Hogues település Franciaországban, Eure megyében. Lakosainak száma 685 fő (2022. január 1.). Les Hogues Lyons-la-Forêt, Perriers-sur-Andelle és Perruel községekkel határos.

## Népesség
A település népességének változása:
| Lakosok száma | 545  | 503  | 516  | 608  | 639  | 630  | 642  | 674  | 679  | 685  |
|               | 1968 | 1982 | 1990 | 2006 | 2013 | 2015 | 2017 | 2019 | 2020 | 2022 |